# Colostygia contrasta
Colostygia contrasta là một loài bướm đêm trong họ Geometridae.